# Centro Cultural Universitario (UAT)
El Centro Cultural Universitario es un recinto cultural administrado por la Universidad Autónoma de Tlaxcala, ubicado en la entrada sur de la ciudad de Tlaxcala, forma parte de la Red de Casas y Centros Culturales de México. Se trata de un espacio cultural multidisciplinario que ofrece actividades en  diversos formatos tales como conciertos, obras de teatro así como congresos de interés universitario.